# Parete cellulare vegetale

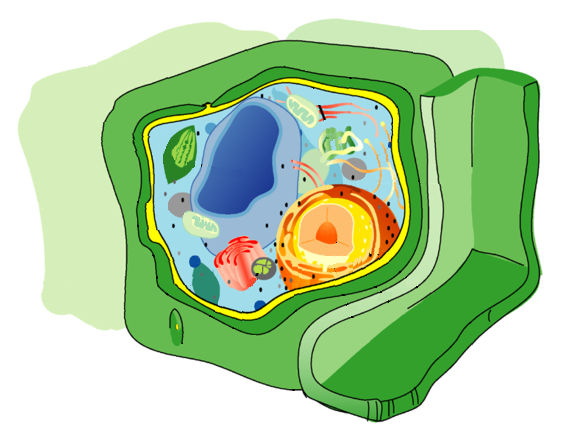
Schema di una cellula vegetale: il rivestimento verde è la parete cellulare

La parete cellulare vegetale è la parete cellulare che riveste le cellule vegetali. È localizzata esternamente rispetto alla membrana cellulare, il che rende la parete il primo contatto della cellula con l'esterno. Al suo interno, cellula e membrana vengono definite protoplasto, mentre l'insieme delle pareti cellulari di un tessuto vegetale è detto apoplasto. È particolarmente permeabile all'acqua, tant'è che la via più rapida di diffusione di quest'ultima in una pianta non è tra i protoplasti (tra le cellule), ma nell'apoplasto (tra le pareti).
Determina le dimensioni e la forma della cellula, la consistenza del tessuto vegetale e regola il passaggio delle molecole attraverso proteine e canali. La sua struttura rigida permette di regolare la pressione osmotica e quella di turgore.
La composizione chimica della parete cellulare delle piante è principalmente cellulosa, ma sono presenti anche emicellulose, pectine e glicoproteine

## Struttura

Schema della struttura della parete cellulosopectica. Le fibrille di cellulosa sono contornate da emicellulose (in rosso) che sono collegate a molecole di pectina (in verde), tenute legate tra esse da ioni calcio (Ca^{2+}). In nero sono evidenziate le glicoproteine (estensine).

La parete cellulare vegetale è formata da una componente fibrillare polisaccaridica immersa in una matrice glicidica e proteica. Un importante componente è l'acqua, che rappresenta fino al 60% del totale.

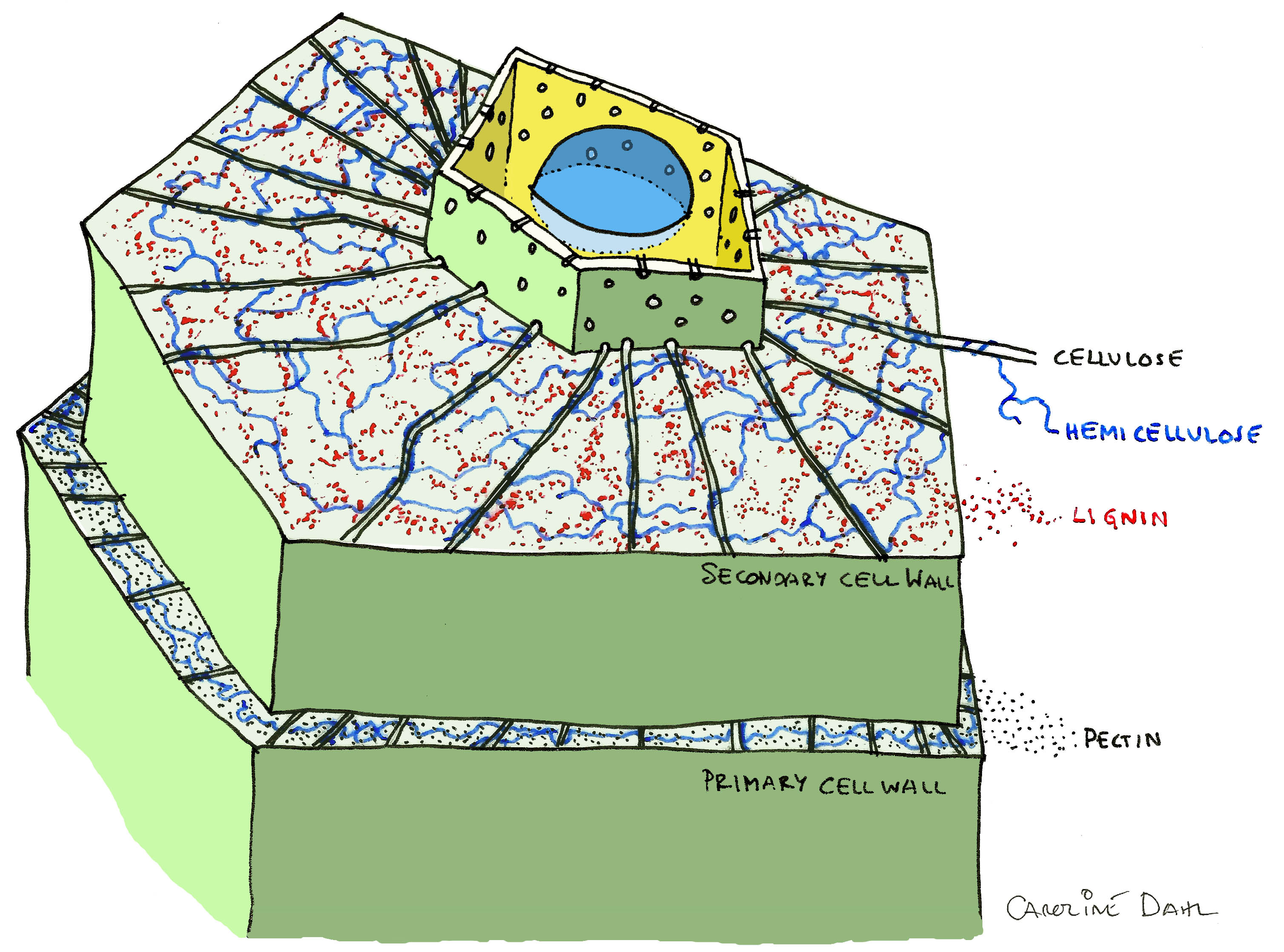
Rappresentazione delle pareti cellulari, primaria e secondaria, intorno a una cellula vegetale

La parete delle cellule vegetali viene deposta in tre strati successivi e diversi tra loro:
- la lamella mediana;
- la parete primaria;
- la parete secondaria.

### Lamella mediana
È lo strato più esterno di circa 0,1 µm di spessore. Essa si forma durante il processo di mitosi cellulare, è principalmente costituita da materiale pectico (polisaccaridi tipo pectine) e unisce due cellule adiacenti. Il pectato di calcio è l'elemento costitutivo maggiormente presente nella lamella mediana a cui fornisce una consistenza gelatinosa e che crea un ambiente ricco di acqua. La lamella mediana è attraversata da filamenti di citoplasma e prolungamenti del reticolo endoplasmatico (desmotubuli) che insieme formano i plasmodesmi. Sono i dittiosomi che elaborano le vescicole e gli elementi costitutivi della lamella mediana.

### Parete primaria
È la parete deposta in seguito al processo di divisione in cellule in accrescimento. Il materiale viene immesso nello spazio tra la lamella mediana ed il plasmalemma fino a formare uno strato che può variare da 0,1 ad alcuni μm. È una componente molto elastica ed è soggetta a continue rielaborazioni a causa dello stiramento meccanico provocato dalla crescita della cellula. L'85-90% della parete primaria è costituita da una componente glicoproteica, mentre la rimanente è componente fibrillare. Le microfibrille di cellulosa sono disposte in modo disordinato in una matrice gelatinosa costituita da pectine e proteine. Per garantire la comunicazione con le altre cellule in corrispondenza dei plasmodesmi si formano delle depressioni della parete primaria chiamate "campi delle punteggiature primarie".
Esistono principalmente due tipi di pareti primarie: di primo tipo e di secondo tipo. Le pareti primarie di primo tipo sono presenti in tutte le dicotiledoni e nelle monocotiledoni non commelinoidi. Le pareti primarie di secondo tipo invece sono tipiche delle monocotiledoni commelinoidi.

### Parete secondaria
Questa parete viene deposta tra il plasmalemma e la parete primaria al momento in cui la cellula ha completato l'accrescimento per distensione. Ha uno spessore indefinibile ed è molto meno elastica della parete primaria. L'85-95% della parete secondaria è costituita da una componente fibrillare, mentre la rimanente è componente glicoproteica. Nella parete secondaria sono presenti sostanze accessorie (che determinano le modificazioni di parete) tra cui:
- Cutina: formata da acidi grassi a lunga catena con gruppi alcolici. Conferisce impermeabilità ad acqua e gas.
- Suberina: chimicamente vicina alla cutina. Conferisce impermeabilità.
- Sali minerali: prevalentemente carbonato di Calcio o SiO2. Conferiscono durezza e talvolta fragilità.
- Lignina: polimero contenente fenil propano, alcol coniferilico e altre sostanze che aumenta la resistenza meccanica. Può essere presente anche nella parete primaria.

La parete secondaria infine può subire delle modificazioni secondarie che sono:
- gelificazione: aggiunta alla parete secondaria, talvolta anche primaria, di mucillaggini e gomme con caratteristiche estremamente idrofile. Questo processo può essere effettuato dalla pianta, in condizioni fisiologiche, per conservare liquidi e in condizioni patologiche per riparare le proprie strutture (es: attacco meccanico o battereologico).
- mineralizzazione: aggiunta alla parete secondaria di sali di calcio o di silicio con effetto urticante atti a difendere la pianta dagli attacchi degli erbivori, una classica pianta che ha le cellule delle foglie che silicizzano è l'ortica.
- lignificazione: aggiunta alla parete secondaria di lignina, polimero di fenil propano polimerizzato tramite legami carbonio carbonio. Questa carattereistica la rende estremamente solida; le cellule che eseguono questa operazione vanno in apoptosi diventando cellule a funzione puramente strutturale.
- suberificazione: aggiunta di suberina alla parete secondaria, polimero di fenil propano simile alla lignina solo che ha una consistenza estremamente più duttile dovuta a una polimerizzazione che non implica legami carbonio carbonio.
- pigmentazione: processo che avviene contestualmente alla lignificazione atto a evitare che cellule morte, come quelle lignificate, vengano attaccate da parassiti e/o batteri, si traduce nel ricoprire la cellula lignificata di sostanze (soprattutto pigmenti) antibatteriche.
- cutinizzazione: aggiunta alla parete secondaria (talvolta anche primaria) di acidi grassi esterificati (operazione atta a renderle estremamente apolari). Lo scopo di questa modifica è isolare la cellula vegetale nei casi in cui la temperatura esterna aumenti eccessivamente; ciò favorisce un minor consumo di acqua (fondamentale per la cellula vegetale in quanto reagente della fotosintesi).

In corrispondenza dei plasmodesmi e dei campi delle punteggiature primarie la parete secondaria forma delle punteggiature che possono essere semplici o aerolate, il secondo tipo è tipico dei vasi che trasportano l'acqua. Al centro della punteggiatura è presente il "toro", una valvola che serve per bloccare un'embolia nel caso sia presente aria nei vasi. La parete secondaria è formata da tre strati denominati S1, S2 ed S3.

## Composizione
La parete primaria, quella secondaria e la lamella mediana differiscono notevolmente tra loro per la loro struttura

### Cellulosa
La cellulosa è la sostanza fondamentale della componente fibrillare delle pareti. Essa è organizzata in microfibrille di circa 5-10 nm di diametro formate da 36 catene di cellulosa sfalsate tra loro ed orientate nella stessa direzione.

### Emicellulose
Le emicellulose o glucani concatenati sono molecole in grado di legare le cellulose, conferendo peculiarità ai vari tipi di parete. Tre sono i principali tipi di emicellulosa:
- Xiloglucani
- Glucuronoarabinoxilani o Xilani
- β-glucani a legame misto

#### Xiloglucani
Gli xiloglucani sono molecole costituite da uno scheletro lineare di β-1,4-glucani con corte ramificazioni laterali. Queste si legano grazie a xilosio legato all'ossigeno in posizione 6 dello zucchero. Tali catene laterali possono inoltre contenere altri zuccheri come arabinosio e fucosio, andando a cambiare la nomenclatura dell'emicellulosa rispettivamente in arabinoxiloglucani e fucogalattoxiloglucani.

#### Glucuronoarabinoxilani
I glucuronoarabinoxilani o xilani sono catene polisaccaridiche composte da uno scheletro di β-1,4-xilosio.

#### β-glucani a legame misto
Queste molecole hanno uno scheletro simile agli xiloglucani, ma differiscono da questi per la presenza di legami 1,3 oltre che 1,4. Questa peculiarità conferisce la presenza di porzioni con struttura terziaria lineare (legami 1,4) e porzioni con struttura terziaria elicoidale (legami 1,3). Queste molecole a legame misto sono particolari anche per l'assenza di ramificazioni.

### Pectine
Le pectine sono le principali componenti della lamella mediana e della parete primaria. Sono acide, grazie alla loro disponibilità di cariche sono molto solubili e conferiscono porosità alla parete. Sono principalmente costituite da acido galatturonico, mentre esiste un numero variabile di residui di ramnosio all'interno dello scheletro stesso della molecola. Questi residui conferiscono capacità di legare catene laterali e permettono il passaggio da una struttura lineare ad una elicoidale.
L'importante funzione delle pectine è quello di permettere l'adesione tra cellule adiacenti, e risultano fondamentali per il loro reciproco riconoscimento. Inoltre riescono a formare dei gel in quanto gruppi carbossilici di molecole di pectina adiacenti riescono a legarsi tra loro tramite ioni calcio. L'esterificazione di tali gruppi carbossilici riduce la capacità delle pectine di gelificare; ciò è impedito grazie ad enzimi pectina esterasi di parete. In particolare l'adesione tra cellule adiacenti avviene grazie a forze elettrostatiche instaurate in virtù di un ponte di ione calcio legante i due residui carbossilici.
Esistono due principali categorie di pectine:
- Omogalatturonani
- Ramnogalatturonani I

#### Omogalatturonani
Queste molecole sono costituite da circa 200 unità di acido galatturonico legati in α-1,4. Sono a loro volta divisibili in due classi:
- Xilogalatturonani
- Ramnogalatturonani II

Gli xilogalatturonani hanno semplicemente delle catene laterali di xilosio legati sull'ossigeno in posizione 3 del galatturonato, mentre i ramnogalatturonani II presentano alcuni residui di ramnosio all'interno dello scheletro e possono dimerizzare tramite molecole di apiosio.

#### Ramnogalatturonani I
Questi polimeri hanno ramnosio che si alterna all'acido galatturonico all'interno dello scheletro. Riescono a formare catene molto lunghe e possono legare zuccheri grazie alla presenza del ramnosio; possono anch'essi associarsi e formare dimeri.

## Proteine di parete
Le proteine di parete sono le uniche ad essere strutturali per la pianta; arrivano a rappresentare il 15% del peso secco della parete primaria e possono essere suddivise in quattro principali categorie:
- Proteine ricche di glicina (GRP)
- Proteine ricche di prolina (PRP)
- Proteine ricche di idrossiprolina (HPRP)
- Proteoglicani

### Proteine ricche di glicina
Queste sono proteine di cui il contenuto amminoacidico di glicina può arrivare ben al 70%. Hanno una struttura secondaria β-sheet e sono molecole non glicosilate. Importanti per formare una lamina sull'interfaccia membrano-parietale oltre che funzionare come elementi strutturali all'interno della cellula.

### Proteine ricche di prolina
Non sappiamo molto riguardo a questo tipo di molecola. Possiamo solo dire che ha una struttura bastoncellare e presenta un basso livello di glicosilazione.

### Proteine ricche di idrossiprolina
Queste tipo di proteine, capaci di formare dei centri di lignificazione, sono formate da ripetizioni degli amminoacidi Ser-Hyp-Hyp-Hyp-Hyp e Tyr-Lys-Tyr. Risultano inoltre essere altamente glicosilate.

### Proteoglicani
Sono delle catene di galattani legate ad arabinosio e sono molto glicosilate. Caratterizzate inoltre dall'alta concentrazione di Hyp, Ala, Ser e Tyr.

## Composizione della parete primaria
Come già detto precedentemente, esistono due tipi di parete primaria. Analizzeremo qui in dettaglio le caratteristiche dei due tipi.

### Pareti primarie di primo tipo
Questo tipo di parete primaria è riscontrabile in tutte le dicotiledoni e nelle monocotiledoni non commelinoidi, e sono caratterizzate dall'uguale contenuto di cellulosa e xiloglucani. Questi ultimi si occupano di fissare le microfibrille legandosi ai lati esposti delle catene laterali della cellulosa. Questo porta quindi alla formazione di un reticolo di cellulose-emicellulose di circa 5-10 strati di microfibrille. Il tutto è immerso in una matrice pectica di omogalatturonani, capaci di conferire porosità alla parete stessa per la formazione di legami incrociati con il calcio tra catene antiparallele.

### Pareti primarie di secondo tipo
Queste pareti sono tipiche delle monocotiledoni commelinoidi, e differiscono dalle altre in quanto le emicellulose presenti non sono xiloglucani ma glucuronoarabinoxilani. È l'eliminazione delle catene laterali di queste molecole a rendere possibile i legami con altre catene di cellulosa o di emicellulosa. Le pareti primarie di secondo tipo presentano al loro interno anche degli arabinani e dei galattani, ma risultano essere povere di pectine.